# Тепляков, Сергей Иванович
Сергей Иванович Тепляков (11 ноября 1949, Мончегорск, Мурманская область — 2 октября 2022) — советский хоккеист с мячом, полузащитник, российский тренер.

## Биография
Сергей Тепляков родился 11 ноября 1949 года в городе Мончегорск Мурманской области.
Занимался хоккеем с мячом с 1957 года в детской команде мончегорского «Североникеля», его тренером был Аркадий Пантелеев. В 1966—1991 годах выступал за «Североникель». Дважды признавался лучшим полузащитником финальных турниров первой лиги (1974, 1978). В высшей лиге чемпионата СССР провёл 118 матчей, забил 26 (по другим данным, 28) мячей.
В 1995—1998 годах был главным тренером «Североникеля». В 1992—1995 и с 1998 года работал тренером в спортивной школе «Североникель».
Мастер спорта СССР (1982).
Скончался 2 октября 2022 года.